# Lycée Vial
Le lycée Vial était un établissement français d'enseignement secondaire général désormais fermé, situé à Nantes (Loire-Atlantique), dans le quartier Hauts-Pavés - Saint-Félix. Il dépendait administrativement de l'académie de Nantes et des Pays de la Loire.
Après une restauration qui a duré de 2021 à 2024, il accueille depuis la rentrée 2024 le collège de Nantes-Centre, qui rassemble les anciens collèges Guist'hau, Jules Verne et Rosa Parks.

## Localisation
L'établissement est situé au no 12 rue du 14-Juillet, près du boulevard Gabriel Guist'hau, dans le secteur Delorme-Monselet ; il s'agit d'une zone fortement urbanisée.

## Origine du nom
Le lycée Vial est le fruit de l'initiative de trois personnes, dont Prosper Vial, Nantais fortuné œuvrant dans le commerce du fer et conseiller municipal républicain de 1870 à 1881. Célibataire sans enfants, il lègue ses biens à la ville de Nantes avec obligation pour celle-ci de créer un établissement d'enseignement. Le montant du legs (225 000 francs de l'époque) est suffisant pour construire les bâtiments qui servent encore aujourd'hui. Le nom de Vial a été attribué au lycée en mémoire de son mécène.

## Historique

### Les débuts (1870-1896)
Aux origines de l'actuel lycée, se trouvent les personnalités non seulement de Prosper Vial, mais aussi d'Ange Guépin et de son épouse Floreska. Ange Guépin, médecin et homme politique nantais, saint-simonien, préoccupé par la condition des ouvriers et attentif à celle des femmes, crée en 1869, avec Floresca Guépin, la « Société nantaise pour l'enseignement professionnel des jeunes filles » afin d'offrir à ces dernières, outre un enseignement général, un enseignement technique et professionnel. Deux fois veuf, Ange Guépin s'unit à Floresca en 1854. Celle-ci est une féministe qu'il a rencontrée dans les milieux saint-simoniens à Paris. Avec l'aide de Prosper Vial, ils veulent promouvoir l'enseignement laïc des jeunes filles, qui doivent devenir « des mères de famille intelligentes, des ouvrières capables de fournir au commerce des employées et à l'enseignement des institutrices sachant diriger les travaux manuels » (Floresca Guépin).
En 1870, ils ouvrent une atelier-école situé place de la Monnaie, où sont enseignés les arts industriels (peinture à l'huile, sur porcelaine), le dessin, les travaux d'aiguilles. Dès 1871 des brevets sont remis au élèves de la première promotion. À la mort d'Ange Guépin en 1873, Floresca devient présidente de la société. La directrice de l'école est Élisa Bordillon.
Après l'institution par Jules Ferry de l’école laïque gratuite et obligatoire en 1881, l'école bénéficie d'une subvention du Ministère de l’instruction publique et devient cours secondaire un an plus tard. En 1884, elle est transférée rue Arsène-Leloup. Elle devient École municipale en 1887, ce qui lui permet un développement important. L'enseignement évolue, apparaissent des cours de lingerie, broderie, coupe et dessin, ainsi qu'un cours d’enseignement commercial.
Après le décès de Prosper Vial en 1889 (Floresca Guépin meurt la même année), la mairie de Nantes procède, grâce à son legs, à l'achat d'un terrain pour construire un établissement d'enseignement au no 12 de la rue du 14 juillet. Le 5 octobre 1896 s'ouvre l'« École pratique de commerce et d'industrie de jeunes filles », comptant 82 élèves inscrites en section industrielle, 60 en section commerciale. Un premier agrandissement en 1889 (livraison rentrée 1990) se fera au nord du corps principal. Il comportera des ateliers et une petite salle de conférence.

### LeXXesiècle
Lors de la Première Guerre mondiale, le lycée est transformé en hôpital pour soigner des blessés du front. Disposant de 180 lits, le lieu accueille 1 531 blessés lors du conflit.
Le lycée est sinistré lors des bombardements sur Nantes en 1943 : le restaurant ainsi que la partie sud du bâtiment principal sont complètement détruits. Des baraquements provisoires sont édifiés pour permettre la poursuite des cours. La reconstruction n'est effective qu'en 1953.
Après la Seconde Guerre mondiale, l'effectif est de 450 élèves dont 310 en commercial. En 1961, ce sont 800 élèves qui fréquentent l'établissement. Les matières enseignées sont par exemple : la broderie ou la sténographie. Un agrandissement est mené à bien au début des années 1960, sous forme d'un bâtiment à l'architecture peu heureuse rue de la Bastille. En 1963, Vial intègre les sections commerciales du lycée Leloup-Bouhier, tandis qu'en 1965, est organisé le transfert des sections professionnelles vers les LEP Leloup-Bouhier et La Chauvinière. L'école devient le « lycée Vial », d'abord municipal puis national en 1968, un an après qu'un gymnase a été construit.
Au début des années 1990, une nouvelle aile s'appuyant sur le bâtiment du XIXe siècle est construite, la jonction s'effectuant grâce à un atrium.

### LeXXIesiècle
En 2006, une ultime extension est réalisée avec l'adjonction d'un amphithéâtre de 80 places.
En 2008, 800 élèves étaient inscrits, une moitié dans le secondaire, l'autre dans l'enseignement supérieur, et 80 professeurs assuraient l'enseignement. La taille réduite du lycée lui confère alors un caractère familial. L'aire géographique de recrutement est étendue, les origines sociales des élèves plutôt modestes. Les lycéens en difficulté dans les établissements voisins poursuivent à Vial des études en technique et commercial. Les filières post-bac très diversifiées attirent bon nombre de jeunes.
À la rentrée 2014, les lycéens de Vial et ceux de Leloup-Bouhier ont été regroupés au sein du nouveau lycée Nelson-Mandela sur l'île de Nantes,. Le 18 décembre 2018, le Conseil départemental décide que les locaux du lycée Vial, désertés, seront convertis en collège après y avoir effectué des travaux de remise aux normes, afin d'accueillir les classes de premier cycle des collèges Sévigné (annexe du Lycée Gabriel-Guist'hau) et Jules-Verne, lesquels devraient se recentrer exclusivement sur des activités de second cycle. L'établissement devrait ainsi accueillir 26 divisions représentant environ 780 élèves. Les travaux, d'un coût estimé à 16,5 millions d'euros, sont annoncés à partir de 2021. Le nouveau collège doit être opérationnel pour la rentrée 2023.

## Enseignement

### Second cycle
Baccalauréat général
- Bac. général : série économique et sociale (ES).

Baccalauréat technologique
- Bac. communication (1res STG).
- Bac. gestion (1res STT).
- Bac. communication et gestion des ressources humaines (STG).
- Bac. comptabilité et finance d'entreprise (STG).
- Bac. mercatique (Marketing) (STG).
- Bac. sciences et technologies de la santé et du social (ST2S)[12].

### Après le baccalauréat
Brevet de technicien supérieur (BTS)
- BTS Assistant de manager.
- BTS Banque marché particuliers.
- BTS Comptabilité gestion des organisations[12].

## Classements

### Classement des CPGE
Le classement national des classes préparatoires aux grandes écoles (CPGE) se fait en fonction du taux d'admission des élèves dans les grandes écoles.
En 2015, L'Étudiant donnait le classement suivant pour les concours de 2014 :
| Filière | Élèves admis dans une grande école* | Taux d'admission* | Taux moyen sur 5 ans | Classement national | Évolution sur un an |
| --- | ----------------------------------- | ----------------- | -------------------- | ------------------- | ------------------- |
| ECE | 2 / 30 élèves                       | 7 %               | 11 %                 | 23e sur 105         | 7                   |
| Source : Classement 2015 des prépas - L'Étudiant (Concours de 2014). * le taux d'admission dépend des grandes écoles retenues par l'étude. Par exemple, en filière ECE et ECS, ce sont HEC, ESSEC, et l'ESCP qui ont été retenues. |                                     |                   |                      |                     |                     |

## Personnalités liées

### Anciens élèves
- Aude Amadou
- Ahmed Sylla

## Pour approfondir